# Распятая мученица (триптих Босха)
«Распятая мученица» (Триптих св. Юлианы, Триптих св. Ункумберы, Триптих св. Вильгефорты, Триптих св. Либераты) — триптих нидерландского художника Иеронима Босха.
Самое раннее упоминание об этом триптихе содержится в книге Антонио Мариа Дзанетти «О венецианской живописи» (1771 г.), описавшего картины в коллекции дожей. В XIX в. триптих был перевезён в Вену, и только в 1919 г. после Первой мировой войны вернулся в сильно повреждённом виде на прежнее место.
Присутствие падающего в обморок персонажа не разъясняет противоречий сложной иконографии картины. Принято считать, что триптих посвящён св. Юлиане, культ которой весьма распространён в Северной Италии. Она была продана работорговцами Евсевию, который, возможно, и представлен в образе персонажа, лишившегося чувств. Некоторые исследователи предполагают, что здесь изображена другая почитаемая святая — дочь короля Португалии Либерата, распятая по приказанию отца-язычника за то, что стала невестой Христовой. В таком случае в юноше можно видеть одного из пяти тысяч обращённых в истинную веру стараниями святой.
В первый и последний раз Босх изображает сцену мученичества с толпой зрителей, представленных в исключительно разнообразных одеждах. Распределение фигур по всей плоскости картины, снизу вверх, без перспективного чередования планов в глубину — дань средневековой традиции.
Изначально на створках триптиха были изображены его донаторы. Почитаемый Босхом Св. Антоний, никак не связанный сюжетом с центральной частью триптиха, на левой створке и предположительно два работорговца на правой, написаны поверх изображения донаторов.
На этом триптихе имеется подпись Босха. Она выполнена готическими буквами и традиционно помещена у нижнего края картины, как и в произведениях, находящихся в собрании Прадо в Мадриде: «Семь смертных грехов» и триптихе «Воз сена».